# Roos af Hjelmsäter
För andra betydelser, se Roos.
Roos af Hjelmsäter är en ätt som tillhör svensk uradel med ursprung från Norge, gren av norska Haftorssönernas släkt, i Norge vanligen kallad Sudrheims-ätten eller Sörum-ätten.

## Norska släkten
Ättens stamfader uppges vara norska riksrådet riddaren Jon Raud Ivarsson till Suderheim som levde under slutet av 1200-talet. Ibland uppges Jon af Suderheim som dennes farfar, men sambandet går inte helt att styrka. Två påvliga äktenskapsdispenser från 1330 och 1342 för barnbarn till honom har ansetts tyda på att hans mor var systerdotter till kung Håkon Håkonssons svärfar, hertig Skule Bårdsson (1189-1240).
I Norge räknas ätten som utdöd sedan 1400-talet.

## Svenska släktgrenen
Som svensk stamfader räknas Knut Knutsson till Hjelmsäter i Medelplana socken på Kinnekulle. År 1625 introducerades släkten under namnet Roos af Hjelmsäter på Riddarhuset som adliga ätten nummer 51. Adliga ätten Roos af Hjelmsäter fortlever med 41 medlemmar i Sverige 2012. Tre släktgrenar är bosatta i USA. Vapenbilden föreställer en röd ros i guldfält.
Genom ingifte härstammar alla svenska släktgrenar från konung Håkon Magnusson. 

### Roos av Ervalla
Roos af Hjelmsäter är även släkt med den i efterhand benämnda ätten Roos av Ervalla som sannolikt utslocknade på svärdssidan på 1400-talet.

## Friherrliga ätten Roos
En gren upphöjdes med Carl Gustaf Roos (1655–1722) till friherrlig värdighet 1705 under namnet Roos och nummer 186, men utslocknade vid hans död 1722.

## Kända medlemmar av släkten
- Axel Erik Roos (1684–1765), friherre och militär
- Carl Adam Roos af Hjelmsäter  (1757–1826), militär, teckningslärare och troligen miniatyrmålare
- Carl Gustaf Roos (1655–1722), friherre och militär
- Catharina Maria Roos af Hjelmsäter (1786–1865), miniatyrmålare
- Emanuel Roos af Hjelmsäter (1791–1848), protokollssekreterare och minityrmålare
- John Roos af Hjelmsäter  (1878–1957), ingenjör med professors namn
- Leonard Roos af Hjelmsäter (1787–1827), målare